# Rastrillo de Espadas del Fuerte de San Miguel
El Rastrillo de Espadas del Fuerte de San Miguel es una torre de Situado en el ángulo sudoeste del Cuarto Recinto Fortificado de  Melilla la Vieja, la ciudad española de Melilla, que forma parte del Conjunto Histórico Artístico de la Ciudad de Melilla, un Bien de Interés Cultural.

## Historia
Fue construido entre 1794 y 1795 al norte del Fuerte de San Miguel,  como una salida de este hacia los huertos, se salvó de la demolición del Fuerte  de los años 40 del siglo XX y entre 1983 y 1984 su primer nivel fue restaurado.

### Fuerte San Miguel
En un principio una simple obra construido de piedra y barro en 1707 sobre el Fuerte de Santa Ana, en 1732 Antonio Villalba y Ángulo encargó la reconstrucción en piedra, realizada entre 1733 y 1734 por Juan Martín Zermeño.

## Descripción
Era una torre semicircular con una garita y una puerta con un rastrillo, de dónde proviene  su nombre. Está construida en piedra de la zona para los muros y ladrillo macizo para los arcos y las bóvedas.